# London (Ohio)
London és una població dels Estats Units a l'estat d'Ohio. Segons el cens del 2000 tenia 8.771 habitants.

## Demografia
Segons el cens del 2000, London tenia 8.771 habitants, 3.590 habitatges, i 2.301 famílies. La densitat de població era de 397,9 habitants per km².
Dels 3.590 habitatges en un 32% hi vivien nens de menys de 18 anys, en un 46,4% hi vivien parelles casades, en un 13,6% dones solteres, i en un 35,9% no eren unitats familiars. En el 30,8% dels habitatges hi vivien persones soles el 13,8% de les quals corresponia a persones de 65 anys o més que vivien soles. El nombre mitjà de persones vivint en cada habitatge era de 2,4 i el nombre mitjà de persones que vivien en cada família era de 3.
Per edats la població es repartia de la següent manera: un 26,6% tenia menys de 18 anys, un 8,2% entre 18 i 24, un 28,8% entre 25 i 44, un 20,3% de 45 a 60 i un 16% 65 anys o més.
L'edat mediana era de 36 anys. Per cada 100 dones de 18 o més anys hi havia 83,2 homes.
La renda mediana per habitatge era de 35.641 $ i la renda mediana per família de 42.400 $. Els homes tenien una renda mediana de 33.092 $ mentre que les dones 26.048 $. La renda per capita de la població era de 18.404 $. Aproximadament el 9,5% de les famílies i l'11,7% de la població estaven per davall del llindar de pobresa.

## Poblacions més properes
El següent diagrama mostra les poblacions més properes.